# Karin Kschwendt
Karin Kschwendt (née le 14 septembre 1968 à Sorengo) est une joueuse de tennis autrichienne, professionnelle du milieu des années 1980 à 2000.
À quatre reprises, elle a joué le 3e tour dans les tournois du Grand Chelem, dont deux fois en Australie.
Au cours de sa carrière, Karin Kschwendt a remporté six tournois WTA, tous en double.

## Palmarès

### Titre en simple dames
Aucun

### Finale en simple dames
| No | Date       | Nom et lieu du tournoi | Catégorie | Dotation  | Surface      | Vainqueure    | Score         |          |
| -- | ---------- | ---------------------- | --------- | --------- | ------------ | ------------- | ------------- | -------- |
| 1  | 03-05-1993 | Belgian Open, Liège    | Tier IV   | 100 000 $ | Terre (ext.) | Radka Bobková | 6-3, 4-6, 6-2 | Parcours |

### Titres en double dames
| No | Date       | Nom et lieu du tournoi        | Catégorie | Dotation  | Surface      | Partenaire        | Finalistes                       | Score         |          |
| -- | ---------- | ----------------------------- | --------- | --------- | ------------ | ----------------- | -------------------------------- | ------------- | -------- |
| 1  | 09-07-1990 | Torneo Internazionale Palerme | Tier IV   | 75 000 $  | Terre (ext.) | Laura Garrone     | Florencia Labat Barbara Romano   | 6-2, 6-4      | Parcours |
| 2  | 10-09-1990 | Athens Open Athènes           | Tier V    | 75 000 $  | Terre (ext.) | Laura Garrone     | Leona Lásková Jana Pospíšilová   | 6-0, 1-6, 7-6 | Parcours |
| 3  | 20-07-1992 | HTC Open Prague               | Tier IV   | 100 000 $ | Terre (ext.) | Petra Ritter      | Eva Švíglerová Noëlle van Lottum | 6-4, 2-6, 7-5 | Parcours |
| 4  | 05-07-1993 | Torneo Internazionale Palerme | Tier IV   | 100 000 $ | Terre (ext.) | Natalia Medvedeva | Silvia Farina Brenda Schultz     | 6-4, 7-6      | Parcours |
| 5  | 13-09-1993 | Digital Open Hong Kong        | Tier IV   | 100 000 $ | Dur (ext.)   | Rachel McQuillan  | Debbie Graham Marianne Werdel    | 1-6, 7-6, 6-2 | Parcours |
| 6  | 27-02-1995 | Puerto Rico Open San Juan     | Tier III  | 161 250 $ | Dur (ext.)   | Rene Simpson      | Laura Golarsa Linda Wild         | 6-2, 0-6, 6-4 | Parcours |

### Finales en double dames
| No | Date       | Nom et lieu du tournoi                        | Catégorie | Dotation  | Surface      | Vainqueures                    | Partenaire           | Score    |          |
| -- | ---------- | --------------------------------------------- | --------- | --------- | ------------ | ------------------------------ | -------------------- | -------- | -------- |
| 1  | 13-04-1998 | Makarska International Championships Makarska | Tier IV   | 107 500 $ | Terre (ext.) | Tina Križan Katarina Srebotnik | Evgenia Kulikovskaya | 7-6, 6-1 | Parcours |
| 2  | 13-07-1998 | Warsaw Cup by Heros Varsovie                  | Tier III  | 164 250 $ | Terre (ext.) | Karina Habšudová Olga Lugina   | Liezel Huber         | 7-6, 7-5 | Parcours |

## Parcours en Grand Chelem

### En simple dames
| Année | Open d'Australie | Open d'Australie  | Internationaux de France | Internationaux de France | Wimbledon       | Wimbledon           | US Open         | US Open           |
| ----- | ---------------- | ----------------- | ------------------------ | ------------------------ | --------------- | ------------------- | --------------- | ----------------- |
| 1989  | 1er tour (1/64)  | Cammy MacGregor   | -                        | -                        | -               | -                   | -               | -                 |
| 1990  | 1er tour (1/64)  | Alexia Dechaume   | -                        | -                        | 3e tour (1/16)  | Martina Navrátilová | 2e tour (1/32)  | Katerina Maleeva  |
| 1991  | 3e tour (1/16)   | Monica Seles      | -                        | -                        | 1er tour (1/64) | Amy Frazier         | 1er tour (1/64) | Magdalena Maleeva |
| 1992  | -                | -                 | 2e tour (1/32)           | Monica Seles             | 1er tour (1/64) | Rika Hiraki         | -               | -                 |
| 1993  | 2e tour (1/32)   | Julie Halard      | 1er tour (1/64)          | Kimiko Date              | 1er tour (1/64) | Sabine Appelmans    | 1er tour (1/64) | Anke Huber        |
| 1994  | 1er tour (1/64)  | Caroline Kuhlman  | 3e tour (1/16)           | Iva Majoli               | -               | -                   | 1er tour (1/64) | Ginger Helgeson   |
| 1995  | 1er tour (1/64)  | Brenda Schultz    | 1er tour (1/64)          | Joannette Kruger         | 1er tour (1/64) | Jana Novotná        | 2e tour (1/32)  | Katrina Adams     |
| 1996  | 3e tour (1/16)   | Gabriela Sabatini | 1er tour (1/64)          | Gloria Pizzichini        | 2e tour (1/32)  | Ruxandra Dragomir   | 2e tour (1/32)  | Steffi Graf       |
| 1997  | 1er tour (1/64)  | Paola Suárez      | -                        | -                        | -               | -                   | -               | -                 |

À droite du résultat, l’ultime adversaire.

### En double dames
| Année | Open d'Australie             | Open d'Australie          | Internationaux de France     | Internationaux de France   | Wimbledon                     | Wimbledon                  | US Open                       | US Open                    |
| ----- | ---------------------------- | ------------------------- | ---------------------------- | -------------------------- | ----------------------------- | -------------------------- | ----------------------------- | -------------------------- |
| 1990  | 2e tour (1/16) C. Toleafoa   | Kathy Jordan E. Smylie    | -                            | -                          | -                             | -                          | 1er tour (1/32) Tracey Morton | N. Tauziat J. Wiesner      |
| 1991  | 1er tour (1/32) R. Kordová   | R. Baranski Lisa Seemann  | 2e tour (1/16) Laura Garrone | N. Tauziat J. Wiesner      | 1er tour (1/32) Laura Garrone | Jo-Anne Faull R. McQuillan | 2e tour (1/16) B. Schultz     | Pam Shriver N. Zvereva     |
| 1992  | -                            | -                         | 2e tour (1/16) F. Labat      | Lori McNeil Nicole Provis  | 1er tour (1/32) K. Godridge   | K. Guse Tracey Morton      | 1er tour (1/32) Petra Ritter  | C. Cunningham M. L. Piatek |
| 1993  | 1er tour (1/32) P. Langrová  | Beverly Bowes Whittington | 2e tour (1/16) Kimiko Date   | S. Stafford A. Temesvári   | 2e tour (1/16) W. Probst      | Pam Shriver E. Smylie      | 3e tour (1/8) Louise Field    | Sandy Collins M. de Swardt |
| 1994  | 1er tour (1/32) F. Labat     | E. Maniokova Leila Meskhi | 1er tour (1/32) Meike Babel  | S. Cecchini P. Tarabini    | 1er tour (1/32) Meike Babel   | S. Cecchini P. Tarabini    | 1er tour (1/32) A. Strnadová  | R. Jensen Nora Koves       |
| 1995  | 1er tour (1/32) M. Maleeva   | E. Maniokova Leila Meskhi | 2e tour (1/16) Nanne Dahlman | Laura Golarsa Caroline Vis | 1er tour (1/32) Rene Simpson  | K. Maleeva N. Medvedeva    | 2e tour (1/16) Rene Simpson   | Lori McNeil Helena Suková  |
| 1996  | 3e tour (1/8) Anke Huber     | Chanda Rubin A. Sánchez   | 1er tour (1/32) Rene Simpson | R. McQuillan L. Pleming    | 1er tour (1/32) F. Labat      | E. Smylie Linda Wild       | 1er tour (1/32) B. Schett     | K. Boogert Irina Spîrlea   |
| 1997  | 1er tour (1/32) B. Schett    | Patricia Hy C. Morariu    | -                            | -                          | -                             | -                          | -                             | -                          |
| 1998  | 1er tour (1/32) F. Perfetti  | Rika Hiraki Mercedes Paz  | 1er tour (1/32) E. Tatarkova | A. Cocheteux S. Pitkowski  | 2e tour (1/16) E. Tatarkova   | Likhovtseva Ai Sugiyama    | 3e tour (1/8) A. Sidot        | V. Ruano Paola Suárez      |
| 1999  | 1er tour (1/32) Liezel Huber | Jana Novotná Monica Seles | -                            | -                          | -                             | -                          | -                             | -                          |
| 2000  | -                            | -                         | 1er tour (1/32) A. Bachmann  | Els Callens D. Monami      | -                             | -                          | -                             | -                          |

Sous le résultat, la partenaire ; à droite, l’ultime équipe adverse.

### En double mixte
| Année | Open d'Australie            | Open d'Australie          | Internationaux de France    | Internationaux de France  | Wimbledon                    | Wimbledon                 | US Open | US Open |
| ----- | --------------------------- | ------------------------- | --------------------------- | ------------------------- | ---------------------------- | ------------------------- | ------- | ------- |
| 1991  | -                           | -                         | 1er tour (1/32) Diego Pérez | M. Jaggard B. Dyke        | 3e tour (1/8) Sven Salumaa   | B. Schultz M. Schapers    | -       | -       |
| 1993  | -                           | -                         | -                           | -                         | 1er tour (1/32) Mike Bauer   | Lori McNeil Bryan Shelton | -       | -       |
| 1994  | -                           | -                         | -                           | -                         | 2e tour (1/16) Udo Riglewski | E. Smylie J. Fitzgerald   | -       | -       |
| 1995  | -                           | -                         | -                           | -                         | 1er tour (1/32) D. Johnson   | Katrina Adams Kelly Jones | -       | -       |
| 1996  | -                           | -                         | -                           | -                         | 3e tour (1/8) M. Ondruska    | Navrátilová J. Stark      | -       | -       |
| 1999  | 1er tour (1/16) Martin Damm | Mirjana Lučić M. Bhupathi | -                           | -                         | -                            | -                         | -       | -       |
| 2000  | -                           | -                         | 1er tour (1/32) A. Kitinov  | Jelena Dokić S. Humphries | -                            | -                         | -       | -       |

Sous le résultat, le partenaire ; à droite, l’ultime équipe adverse.

## Parcours en Coupe de la Fédération
| #                                                                                   | Date       | Lieu      | Surface                             | Gagnante(s)                     | Perdante(s)                         | Score          |          |
|                                                                                     |            |           |                                     |                                 |                                     |                |          |
| 1986 - 1er tour qualifications (groupe mondial) - Corée du Sud - Luxembourg - 3 : 0 |            |           |                                     |                                 |                                     |                |          |
| 1                                                                                   | 20/07/1986 | Prague    | Terre (ext.)                        | Kim Soo-ok                      | Karin Kschwendt                     | 4-6, 6-2, 6-3  | Parcours |
| 1                                                                                   | 20/07/1986 | Prague    | Terre (ext.)                        | Lee Jeong-soon Park Jeom-re     | Ginette Huberty Karin Kschwendt     | 6-2, 6-4       | Parcours |
|                                                                                     |            |           |                                     |                                 |                                     |                |          |
| 1987 - 1er tour qualifications (groupe mondial) - Danemark - Luxembourg - 3 : 0     |            |           |                                     |                                 |                                     |                |          |
| 2                                                                                   | 26/07/1987 | Vancouver |                                     | Tine Scheuer-Larsen             | Karin Kschwendt                     | 6-2, 3-6, 6-4  | Parcours |
| 2                                                                                   | 26/07/1987 | Vancouver | Tine Scheuer-Larsen Lone Vandborg   | Ginette Huberty Karin Kschwendt | 6-3, 6-3                            |                | Parcours |
|                                                                                     |            |           |                                     |                                 |                                     |                |          |
| 1988 - 1er tour qualifications (groupe mondial) - Luxembourg - Taïwan - 2 : 1       |            |           |                                     |                                 |                                     |                |          |
| 3                                                                                   | 04/12/1988 | Melbourne |                                     | Karin Kschwendt                 | Wang Shi-Ting                       | 4-6, 6-4, 6-1  | Parcours |
| 3                                                                                   | 04/12/1988 | Melbourne | Ginette Huberty Karin Kschwendt     | Lai Su-Lin Wang Shi-Ting        | 6-1, 6-0                            |                | Parcours |
|                                                                                     |            |           |                                     |                                 |                                     |                |          |
| 1988 - 1er tour (groupe mondial) - Danemark - Luxembourg - 3 : 0                    |            |           |                                     |                                 |                                     |                |          |
| 4                                                                                   | 05/12/1988 | Melbourne |                                     | Tine Scheuer-Larsen             | Karin Kschwendt                     | 6-3, 6-4       | Parcours |
| 4                                                                                   | 05/12/1988 | Melbourne | Henriette Kjaer Tine Scheuer-Larsen | Ginette Huberty Karin Kschwendt | 2-6, 6-4, 6-3                       |                | Parcours |
|                                                                                     |            |           |                                     |                                 |                                     |                |          |
| 1989 - 1er tour qualifications (groupe mondial) - Luxembourg - Chine - 1 : 2        |            |           |                                     |                                 |                                     |                |          |
| 5                                                                                   | 01/10/1989 | Tokyo     | Dur (ext.)                          | Karin Kschwendt                 | Chen Li Ling                        | 7-5, 6-1       | Parcours |
| 5                                                                                   | 01/10/1989 | Tokyo     | Dur (ext.)                          | Li Fang Tang Min                | Karin Kschwendt Pascale Welter      | 7-5, 7-67      | Parcours |
|                                                                                     |            |           |                                     |                                 |                                     |                |          |
| 1990 - 1er tour qualifications (groupe mondial) - Corée du Sud - Luxembourg - 2 : 1 |            |           |                                     |                                 |                                     |                |          |
| 6                                                                                   | 21/07/1990 | Atlanta   | Dur (ext.)                          | Karin Kschwendt                 | Kim Il-soon                         | 6-2, 6-2       | Parcours |
| 6                                                                                   | 21/07/1990 | Atlanta   | Dur (ext.)                          | Kim Il-soon Lee Jeong-myung     | Marie-Christine Goy Karin Kschwendt | 7-5, 6-72, 6-4 | Parcours |
|                                                                                     |            |           |                                     |                                 |                                     |                |          |
| 1997 - 1/4 de finale (groupe mondial II) - Croatie - Autriche - 4 : 1               |            |           |                                     |                                 |                                     |                |          |
| 7                                                                                   | 01/03/1997 | Zagreb    | Dur (int.)                          | Mirjana Lučić Maja Murić        | Karin Kschwendt Marion Maruska      | 6-4, 6-3       | Parcours |

## Classements WTA en fin de saison

### En simple
| Année | 1986 | 1987 | 1988 | 1989 | 1990 | 1991 | 1992 | 1993 | 1994 | 1995 | 1996 | 1997 | 1998 | 1999 | 2000 |
| Rang  | 415  | 342  | 202  | 178  | 116  | 88   | 78   | 80   | 99   | 86   | 53   | 169  | 131  | 414  | 416  |

Source : (en) « Classements de Karin Kschwendt », sur le site officiel du WTA Tour

### En double
| Année | 1986 | 1987 | 1988 | 1989 | 1990 | 1991 | 1992 | 1993 | 1994 | 1995 | 1996 | 1997 | 1998 | 1999 | 2000 |
| Rang  | 378  | 303  | 280  | 226  | 57   | 109  | 82   | 50   | 118  | 76   | 103  | 134  | 66   | 273  | 286  |

Source : (en) « Classements de Karin Kschwendt », sur le site officiel du WTA Tour